# 堤代長
堤 代長（つつみ としなが）は、江戸時代中期の公卿。堤家6代当主。島津斉宣の外祖父。

## 生涯
1716年（正徳6年）、坊城俊清の子として誕生。母は堤家2代当主・堤輝長の娘。堤家5代当主・堤晴長の養子となる。
1783年（天明3年）、死去。官位は正二位・中納言。

## 系譜
- 父：坊城俊清
- 母：堤輝長の娘
- 養父：堤晴長
- 正室：慈徳院 - 竹内惟永の娘
  - 男子：堤栄長
  - 男子：葉室頼凞
- 生母不明の子女
  - 男子：若江長山 - 若江家養嗣子
  - 女子：春光院 - 薩摩藩主・島津重豪側室。島津斉宣生母。お千万の方
  - 女子：玉沢 - 大奥上臈
  - 女子：石野基綱室
  - 女子：毛利就禎継々室